# Parabomis levanderi
Parabomis levanderi là một loài nhện trong họ Thomisidae.
Loài này thuộc chi Parabomis. Parabomis levanderi được Wladislaus Kulczynski miêu tả năm 1901.